# Thức cột Ionic

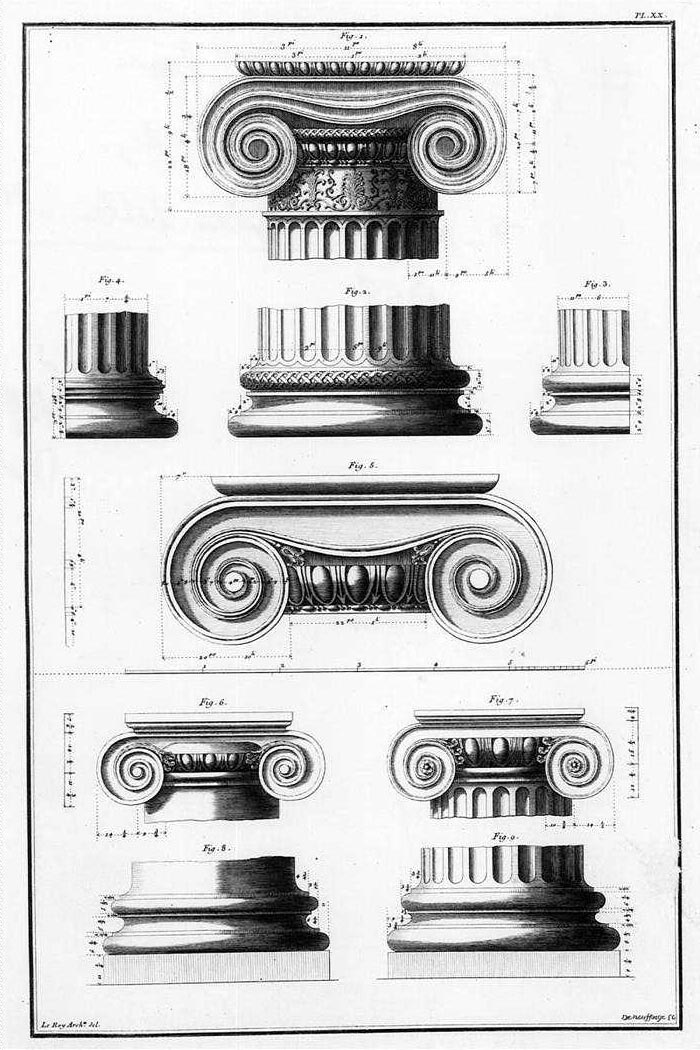
Thức cột Ionic miêu tả trong sách "Những tàn tích đẹp nhất của đền đài Hy Lạp" của kiến trúc sư Pháp Julien-David Le Roy

Thức cột Ionic là một trong ba thức cột cổ điển của hệ thống kiến trúc cổ điển, hai loại còn lại là thức cột Doric và thức cột Corinth. Ngoài ra còn hai loại nữa, ít được sử dụng hơn là thức cột Tuscan và một phiên bản phức tạp của thức cột Corinthian là thức cột tổng hợp, được các kiến trúc sư Ý thêm vào trong lý thuyết và thực hành.
Thức cột Ionia xuất phát từ vùng Ionia (Ιωνία) từ giữa thế kỷ 6 trước Công nguyên; Ionia là vùng bao gồm bờ biển phía Tây Nam của Hy Lạp và các hòn đảo của vùng Tiểu Á, nơi mà người Hy Lạp định cư và thổ ngữ của người Ionia được sử dụng. Thức cột Ionic được bắt đầu sử dụng ở Hy Lạp từ thế kỷ thứ 5 trước Công nguyên. Đền thờ thần Hera ở Samos (Σάμος), xây dựng từ năm 570 đến 560 trước Công nguyên do kiến trúc sư Rhoikos thực hiện, được coi là ngôi đền vĩ đại nhất trong số các đền sử dụng thức cột Ionic. Ngôi đền này tồn tại chỉ khoảng một thập kỷ trước khi bị đổ do một trận động đất.Một ngôi đền tồn tại lâu hơn có sử dụng thức cột Ionic là Đền thờ Artemis ở Ephesus, được xếp hạng một trong bảy kì quan thế giới cổ đại.
Không giống thức cột Doric, thức cột Ionic đặt trên phần đế và có phần bệ đỡ cột (stylobate) nằm giữa thân cột và đế cột. Đầu cột Ionic có đặc điểm gồm hai vòng cuốn xoắn ốc (volute) được gắn trên đầu cột được trang trí gờ chỉ. Đầu cột được trang trí với các họa tiết khắc chìm. Khởi đầu, phần cuốn ốc này thường nằm trên một mặt phẳng, sau này được uốn cong ra ngoài ở các góc. Đặc điểm này làm cột Ionic trông mềm mại hơn cột Docric, người quan sát có thể quan sát được cả từ mặt đứng hoặc mặt bên của cột. Vào thế kỉ 16, một kiến trúc sư và nhà lý thuyết kiến trúc người Italia là Vincenzo Scamozzi đã thiết kế một phiên bản của thức cột Ionic với sự kết hợp của bốn vòng cuốn xoắn ốc trên đầu cột. Phiên bản của Scamozzi đã trở nên phổ biến hơn thức cột nguyên bản.

## Kết nối ngoài
- Thức cột Ionic ở một số công trình kiến trúc tại Buffalo, New York Lưu trữ ngày 2 tháng 2 năm 2006 tại Wayback Machine
- Thức cột Ionic theo miêu tả của Vitruvius Lưu trữ ngày 26 tháng 8 năm 2005 tại Wayback Machine
- Tìm hiểu công trình Lưu trữ ngày 27 tháng 9 năm 2007 tại Wayback Machine Thức cột
- Denis Andrey và Mirko Galli, "Những phương pháp hình học của thế kỉ 16 trong việc xác định đường cuộn xoắn ốc của cột Ionic" Lưu trữ ngày 28 tháng 12 năm 2005 tại Wayback Machine